# Christian Sommer (Jurist)
Christian Sommer (* 27. Februar 1767 in Mersch bei Jülich; † 1. Dezember 1835 ebenda) war ein deutscher Jurist und Jakobiner.

## Leben
Christian Sommer war der Sohn des Bauern Theodor Sommer und dessen Ehefrau Maria Anna geb. Maaßen. Er besuchte die Grundschule in Düren und das Gymnasium Laurentianum in Köln. Er studierte ab Februar 1784 Theologie an der „Kurkölnischen Akademie “ in Bonn (1788) und wechselte nach Düsseldorf um Rechtswissenschaft zu studieren. Er war Advokat in Köln und 1797 von der französischen Besatzung eingesetzt als „Sekretär des Substitionskommissariats“. 1797 warf er den kölnischen Behörden in seiner Zeitschrift „Der Patriot“ Korruption vor und wurde 1799 in Untersuchungshaft genommen.
Sommer schuf 1797 die erste in Deutschland veröffentlichte moderne Verfassung mit einer „Menschenrechtserklärung, der legitimation von Macht in der Volkssouveränität und der Verankerung der Gewaltentrennung“. Grundlage für diese von Sommer ausgearbeitete Verfassung war die antijakobinische Verfassung aus dem Jahr III (1795). 86 der 210 Sommerschen Artikel sind fast wörtliche Übersetzungen. Es fehlen – im Gegensatz zur französischen Fassung – Bestimmungen zum Schutz vor staatlicher oder richterlicher Willkür, das Verbot rückwirkender Gesetze und es fehlt jeder Hinweis auf die Sozialpflichtigkeit des Eigentums.
Nachdem Preußen das Rheinland 1815 annektiert hatte, sind bisher keine weiteren Publikationen von Christian Sommer zu ermitteln gewesen.

## Werke
- Gott ist unser Gesetzgeber, oder das Reich der Gerechtigkeit, und Güte der Tugend und Glückseligkeit, ein Elementargesetzbuch für alle Menschen. Köln 1795; ub.uni-duesseldorf.de
- Abhandlung über die einzig mögliche Art, das Priesterthum einzuschränken und die Geistlichkeit aufzuheben. 1797 (2. Auflage: Paderborn 1803)
- Abhandlung über die einzigmögliche Art, das Jagdwesen einzurichten. Den Fürsten Deutschlands vorgelegt. Köln am Rhein 1797
- Konstitution für die Stadt Köln. Den stadtkölnischen Bürgern zu Prüfung vorgelegt. Köln 1797 ub.uni-duesseldorf.de
- Elementargesetzbuch für alle Menschen. Haas, Köln 1798
- Der Patriot. Stockhausen, Köln 1799 (Bände 1. und 2., 1799)
- Praktischer Commentar über die Jülich-Bergische Rechtsordnung. Mit Verbesserungsvorschlägen. J. L. Kaufmann, Köln 1804; archive.org.
- Grundlage zu einem vollkommenen Staat. Dedenkoven und Thiriart, Köln am Rhein 1802; archive.org (Reprint: Aufklärung und Revolution. Deutsche Texte 1790–1810. Scriptor, Königstein im Ts. 1979, ISBN 3-589-15057-2)
- Patriotische Gedanken über das Oktroi in der Stadt Köln am Rhein. 2. Auflage. Frankfurt am Main 1802.
- Appellation an das Publikum über das von der herzoglichen Regierung in Düsseldorf erlassene Censur-Verboth seines practischen Commentars über d. Jül.-Berg. Rechtsordnung mit Verbesserungsvorschlägen. Germanien o. O. 1804[7]
- System des Code Napoléon in Fragen und Antworten. Theil 1., Schmitz, Köln  1805 ub.uni-duesseldorf.de (2. Auflage: 1807)
- Abhandlung von Contracten oder von Rechten und Verbindlichkeiten, die aus Verträgen entstehen, im Allgemeinen- und von Verpflichtungen, die ohne Vertrag entstehen. Fragen und Antworten nach dem Zivil-Gesetzbuche der Franzosen. Theil 2.  Köln 1806
- Rede über den Einfluss der bürgerlichen Gesetzgebung auf das Wohl einzelner Familien und ganzer Staaten und über die Bestimmung des Rechtsgelehrten gehalten den 25ten November 1805 bey der feyerlichen Eröffnung seiner Privatvorlesungen über das Civil-Gesetzbuch der Franzosen. Köln 1806
- Gesetzbuch über das gerichtliche Verfahren in Criminal Sachen. T. Vlieckx, Aachen 1811 (1. Heft: Von dem gerichtlichen Verfahren in Polizei-Sachen).
- Kommentar über die jülich-bergische Rechtsordnung, Abhandlung von der Verjährung. 1815
- Der Fürstenbund zum ewigen Frieden und Constitution für Frankreich. Rommerskirchen, Köln, 1815[8][9]